# Пегий земляной дрозд
Пегий земляной дрозд (лат. Geokichla wardii) — вид воробьиных птиц из семейства дроздовых (Turdidae). Гнездится в Гималаях на территориях Индии, Бутана и Непала, зимует в Шри-Ланке и на юге Индии.

## Описание
Пегий земляной дрозд — птица размером 22—22,5 см и весом от 52 до 72 г с длиной крыла от 11 до 12 см. У самцов верхняя часть тела чёрная и блестящая с белыми отметинами (на хвосте белая каёмка), голова чёрная с длинными и широкими «бровями», грудь чёрная, живот до хвоста белый с поперечными чёрными полосами, нижняя сторона крыльев белая. Клюв жёлтый на протяжении брачного сезона, более тёмный (иногда чёрный) у основания, остальная поверхность клюва темнеет в другое время года. Ноги жёлтые, оливковые или желтовато-бурые. В полёте окраска нижней стороны крыльев характерная для всех птиц данного рода, хорошо заметны белые пятна на конце хвоста. Самки окрашены похоже, но бурые скорее, чем чёрные, с больши́м количеством белых или светло-жёлтых отметин. Лоб и затылок до середины спины оливково-бурые, ближе к хвосту оперение приобретает сероватый оттенок, концы наиболее длинных кроющих перьев белые или грязно-белые. Хвост бурый с многочисленными белыми отметинами, крайние хвостовые перья белые с коричневой оторочкой. В окраске крыльев присутствуют различные оттенки коричневого, от тёмно-коричневого до оливкового, также с белыми отметинами. Клюв сверху бурый или грязно-жёлтый, нижняя часть светлее. Грязно-белые или желтоватые «брови» идут от основания клюва к затылку и обычно шире, чем у самцов, щёки и подклювье бурые, горло оливковое или бурое с крупными белыми овальными пятнами. Белый цвет становится заметней в районе груди, где белые и бурые перья образуют рисунок в частую полоску или чешуйку; живот и подхвостье белые, ноги желтовато-бурые.
«Брови» и белые отметины на верхней части тела надёжно отличают пегого земляного дрозда от других птиц в пределах его ареала. Наиболее схожей внешностью обладает сибирский дрозд, зимующий в более восточных районах, но в его оперении отсутствуют белые отметины, нижняя часть тела более тёмная, а клюв чёрный (в то время как у пегого земляного дрозда жёлтый).
Пегий земляной дрозд обычно молчалив, но время от времени может издавать резкую очередь чириканий или цокающих звуков. Песня короткая и немелодичная, напоминает пение бюльбюлей, состоит из повторяющихся фраз, включающих две ноты (по-английски передаётся как pee-dee) и иногда оканчивающихся дополнительным высоким звуком (zik). Пегий земляной дрозд поёт обычно в начале весны на рассвете с вершин деревьев.

## Размножение
В целом пегий земляной дрозд — осторожная и скрытная птица, особенно в брачный период. В мае можно увидеть схватки самцов за территорию. Обычно встречается парами, но может образовывать небольшие стаи, в особенности в период миграции и зимовки. Брачный сезон продолжается с мая по июль, включая одну кладку в год. В этот период строится глубокое чашевидное гнездо из мха, травы и листьев, выложенное внутри сучьями, землёй и травой. Гнездо обычно расположено в развилке между сучьями или на ветке небольшого дерева рядом со стволом на высоте до 5 м над землёй. В гнезде три-четыре белых, бледно-голубых или бледно-зелёных яйца с мелкими красноватыми отметинами по всей поверхности или на широком конце. Строительством гнезда, высиживанием и заботой о птенцах занимаются оба родителя.
В основном пегий земляной дрозд насекомояден, но может употреблять в пищу ягоды и другие плоды, в особенности шелковицы, гуавы и дикого инжира. Кормится на земле, где ищет пищу под мёртвыми и гниющими листьями, а также на кустах и деревьях. По земле может передвигаться шагом или прыжками, обычно оставаясь неподалёку от безопасного убежища на деревьях.

## Ареал и охранный статус
Пегий земляной дрозд — перелётная птица, вся популяция из мест гнездования откочёвывает в зимние месяцы на юг. Гнездится в Гималаях, от долины Куллу в индийском штате Химачал-Прадеш на западе до юго-востока штата Ассам в округе Северный Качар. Постоянный ареал включает также Непал и Бутан. Зимует в Шри-Ланке, в основном в холмистой местности в центре и на юге острова, а также в меньших количествах в холмистых районах южного индийского штата Тамил-Наду. Перелёт происходит осенью, с сентября по ноябрь, в обратную сторону — с начала марта по май.
Среда обитания — широколиственные леса, в том числе лесистые овраги и горные склоны на высотах от 1,5 до 2,4 км, часто в сырых местах недалеко от проточной воды. Встречается в садах и культурных плантациях в пределах своего ареала. Зимой обитает в похожей местности, а также в менее лесистых местах, обеспечивающих, однако, достаточную защиту — в садах и парках, на высотах от 750 до 1500 м.